# ساشا هرتل
ساشا هرتل (انگلیسی: Sascha Härtel؛ زادهٔ ۹ مارس ۱۹۹۹) بازیکن فوتبال اهل آلمان است.
از باشگاه‌هایی که در آن بازی کرده‌است می‌توان به باشگاه فوتبال ارتسگبیرگ آئو اشاره کرد.